# Gynoplistia atripes
Gynoplistia atripes är en tvåvingeart som beskrevs av Alexander 1924. Gynoplistia atripes ingår i släktet Gynoplistia och familjen småharkrankar. Inga underarter finns listade i Catalogue of Life.